# Thompsonella
Thompsonella es un género con ocho especies de plantas con flores de la familia Crassulaceae. Todas las especies son endémicas del sur de México.

## Taxonomía
El género fue descrito en 1909 por Nathaniel Lord Britton y Joseph Nelson Rose en Contributions from the United States National Herbarium 12(9): 391.

### Etimología
Thompsonella: nombre dado en honor de Charles Henry Thompson, quien hizo saber a Britton y a Rose que la planta descrita como Echeveria minutiflora correspondía a un nuevo género

## Especies seleccionadas
- Thompsonella colliculosa Moran
- Thompsonella minutiflora (Rose) Britton & Rose
- Thompsonella mixtecana J: Reyes & L. López
- Thompsonella platyphylla Rose
- Thompsonella spathulata Kimnach
- Thompsonella xochipalensis Gual, Peralta & Pérez-Calix